# Marko Prezelj

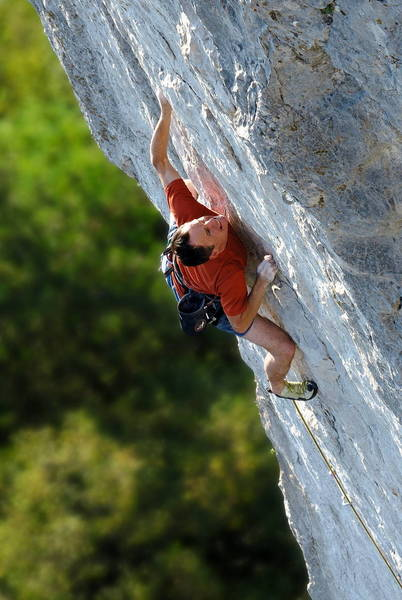
Marko Prezelj

Marko Prezelj (* 13. Oktober 1965) ist ein slowenischer Kletterer. Er gilt als einer der leistungsstärksten slowenischen Bergsteiger.

## Leben
Prezelj hat eine Vielzahl von Erst- und Zweitbegehungen durchgeführt, vor allem in seiner slowenischen Heimat, aber auch in den Alpen generell. In seinem Tourenbuch zahlreiche Besteigungen und Erstbegehungen in Patagonien, Alaska, Kanada und vor allem im Himalaya und im Karakorum.
Er ist dafür bekannt, dass er konsequent den Alpinstil anwendet: Er verzichtet auf Fixseile und begnügt sich mit dem geringstmöglichen Einsatz von Technik. Bei seinen Erstbegehungen klettert er ethisch sauber im freien Stil.
Höhenbergsteigen (Auswahl):
- 1987  Lhotse Shar Expedition  (7300 m)
- 1988  Neue Route Nordwand des Cho Oyu (8188 m)
- 1989  Shisha Pangma Expedition (6500 m)
- 1989  Solo-Besteigung des Kang Ri (6240 m)
- 1995  Torre Norte del Paine in Chile.
- 1999  Erstbegehung der Nordwand des Gyachung Kang (7952 m)

Prezelj hat einen Abschluss als Diplom-Chemieingenieur und ist Bergführer und Alpinausbilder. Er ist verheiratet und hat 2 Söhne.

## Auszeichnungen
- Piolet d’Or: Für die Erschließung einer neuen Route in der Südwand des Kangchendzönga (8586 m) im Alpinstil gemeinsam mit Andrej Štremfelj erhielten beide im Jahr 1991 den Piolet d’Or. Inzwischen hat Marko Prezelj den Piolet d’Or drei weitere Male (2006, 2014, 2015) und damit als erster Bergsteiger viermal erhalten.[3]
- Paul-Preuß-Preis: 2023 wurde ihm der Paul-Preuß-Preis verliehen, da er bei seinen Erstbegehungen die Prinzipien der Preußschen Kletterphilosophie besonders beherzigt.[1]